# Harma van Kreij
Harma van Kreij (n. 11 noiembrie 1993, Venray, Limburg, Țările de Jos) este o handbalistă neerlandeză care joacă pe postul de centru pentru clubul românesc CSM Corona Brașov și pentru echipa națională a Țărilor de Jos.
Harma van Kreij a debutat pentru naționala de senioare a Țărilor de Jos pe 15 decembrie 2020 într-un meci împotriva României, desfășurat în cadrul Grupei principale a II-a de la Campionatul European din 2020.

## Palmares
- Liga Campionilor:
  - Sfertfinalistă: 2022
  - Play-off: 2021
  - Grupe principale: 2020

- Liga Europeană:
  -  Medalie de bronz (Turneul Final Four): 2023
  - Turul 3: 2024

- Cupa EHF:
  - Turul 3: 2019

- Campionatul Germaniei:
  -  Medalie de bronz: 2023

- Campionatul Sloveniei:
  -  Câștigătoare: 2020, 2021, 2022

- Cupa Sloveniei:
  -  Câștigătoare: 2022

- Supercupa Sloveniei:
  -  Câștigătoare: 2019